# Crossing the Red Sea with The Adverts
Albums de The Adverts
Cast of Thousands
(1979)
Crossing the Red Sea with The Adverts est le premier album du groupe The Adverts sorti le 17 février 1978.

## L'album
Découvert alors qu'ils jouent au Roxy Club de Covent Garden, le groupe, mené par le chanteur T.V Smith et sa partenaire Gaye Advert, une des premières musiciennes punk (et aussi pin-up en 1977), obtint un important succès avec leur single Gary Gilmore'Eyes qui entre au Top 20 britannique. Ils sortent alors l'album Crossing... qui laisse relativement indifférent le public en entrant que quelques semaines au Top 40. En 2003, le magazine Mojo, le classe au 17e rang dans sa liste des plus grands albums punk de tous les temps. L'album fait aussi partie de la célèbre liste de The Guardian, 1001 Albums You Must Hear Before You Die.

### Titres
Tous les titres ont été composés par T.V Smith. 
1. "One Chord Wonders"
2. "Bored Teenagers"
3. "New Church"
4. "On The Roof"
5. "New Boys"
6. "Bombsite Boy"
7. "No Time To Be 21"
8. "Safety In Numbers"
9. "Drowning Men"
10. "On Wheels"
11. "Great British Mistake"

### Musiciens
- T.V. Smith : voix
- Gaye Advert : basse, voix
- Howard Pickup : guitare, voix
- Laurie Driver : batterie